# Cody Linley
Cody Martin Linley (ur. 20 listopada 1989 w Lewisville) – amerykański aktor i piosenkarz.

## Życiorys
Urodził się i dorastał w Lewisville w Teksasie w rodzinie pochodzenia angielskiego, irlandzkiego, szkockiego i niemieckiego jako syn Catherine „Cathy” Sullivan i Lee Allena Linleya. Ma czterech braci, jednego rodzonego o imieniu Chad i trzech przyrodnich (Tommy, Scotty i Jason). Po ukończeniu szkoły średniej wraz z rodziną przeprowadził się do Kalifornii.
Wziął udział w reklamie dla restauracji Ruby Tuesday. Rola Spita McGee, łobuza, który nęka głównego bohatera, w nostalgicznym dramacie Jaya W. Russella o dorastaniu Mój przyjaciel, Skip (2000) przyniosła mu wraz z obsadą Young Artist Award. Był przesłuchiwany do roli Harry’ego Pottera w filmie Harry Potter i Kamień Filozoficzny, którą odrzucił. Ostatecznie rolę otrzymał Daniel Radcliffe. Rozpoznawalność przyniosła mu postać Lesliego „Jake’a” Ryana u boku Miley Cyrus w drugim sezonie przebojowego sitcomu Hannah Montana (2006–2010). W 2008 był nominowany do Young Artist Award za rolę Seana w horrorze Godziny strachu: Nie myśl o tym (R.L. Stine’s Haunting Hour: Don’t Think About It, 2007). Wziął udział w siódmym sezonie Tańca z Gwiazdami (2008).
Cody jest nie tylko aktorem, ale też muzykiem. Śpiewa i gra na gitarze zarówno akustycznej, jak i elektrycznej, na swoim koncie ma już kilka piosenek. We wrześniu 2010 wydał swój pierwszy singiel „Breathe” z Capo. Jego debiutancki album ukazał się w 2012. W 2016 ukazał się album Deathcore, wydany przez Stay Sick Recordings.

## Filmografia

### Filmy
- 1998: Legenda Jacka Cadillaca (Still Holding On: The Legend of Cadillac Jack, TV) jako młody Tommy
- 2000: Mój przyjaciel, Skip (My Dog Skip) jako Spit McGee
- 2000: Miss Agent jako trudny chłopiec
- 2000: Gdzie serce twoje jako Brownie Coop
- 2002: Historia z domku na prerii jako Charlie Magnuson
- 2003: Zachary Beaver przyjeżdża do miasta jako Cal
- 2003: Fałszywa dwunastka jako Quinn
- 2005: Echoes of Innocence jako Christopher
- 2005: Kontrola gniewu jako Larry Burgess Jr.
- 2006: Sowie pole (Hoot) jako Mullet Fingers
- 2007: Godziny strachu: Nie myśl o tym (R.L. Stine’s The Haunting Hour: Don’t Think About It) jako Sean
- 2008: Sweet Sixteen jako Aaron
- 2009: Forget Me Not jako Eli
- 2012: Pokój zabaw (The Playroom) jako Ryan
- 2013: Champion (My Dog the Champion) jako Eli
- 2014: Hoovey jako Hoovey
- 2016: Rekinado 4: Niech szczęki będą z tobą jako Matthew Shepard
- 2017: Rekinado 5: Efekt płetwiarniany (Sharknado 5: Global Swarming) jako Matthew Shepard

### Seriale TV
- 1999: Strażnik Teksasu (Walker, Texas Ranger) jako Timmy
- 2000: Strażnik Teksasu (Walker, Texas Ranger) jako Griffin Pope
- 2004: Świat Raven jako Daryl
- 2006–2010: Hannah Montana jako Leslie „Jake” Ryan
- 2012: Melissa i Joey jako Aiden